# Layla M.
Layla M. é um filme de drama holandês de 2016 dirigido e escrito por Mijke de Jong. Foi selecionado como representante de seu país ao Oscar de melhor filme estrangeiro em 2018.

## Elenco
- Nora El Koussour - Layla
- Ilias Addab - Abdel
- Hassan Akkouch - Zine
- Yasemin Cetinkaya - Oum Osama
- Husam Chadat - Sheikh Abdullah Al Sabin